# Попово-Косьцельне (Великопольське воєводство)
Попово-Косьцельне (пол. Popowo Kościelne) — село в Польщі, у гміні Месцисько Вонґровецького повіту Великопольського воєводства. Населення — 799 осіб (2011).
У 1975—1998 роках село належало до Познанського воєводства.

## Демографія
Демографічна структура станом на 31 березня 2011 року:
|          | Загалом | Допрацездатний вік | Працездатний вік | Постпрацездатний вік |
| -------- | ------- | ------------------ | ---------------- | -------------------- |
| Чоловіки | 384     | 72                 | 277              | 35                   |
| Жінки    | 415     | 97                 | 242              | 76                   |
| Разом    | 799     | 169                | 519              | 111                  |